# Lilies – Theater der Leidenschaft
Lilies – Theater der Leidenschaft (Originaltitel: Lilies – Les feluettes) ist ein kanadisches Filmdrama aus dem Jahr 1996, in dem Theater und Film verschmelzen. Alle Rollen werden von Männern gespielt. In verschiedenen Zeitebenen werden tiefe Gefühle, Versuchung und Schuld dargestellt. Regie führte John Greyson.

## Handlung
Bischof Bilodeau kommt 1952 in ein Gefängnis in Québec um in der Kapelle eine Beichte abzunehmen. Simon, ein wegen Mordes verurteilter Gefangener, ist ein Bekannter des Bischofs aus der Jugendzeit. Er will, wie sich bald herausstellt, die Wahrheit von damals ans Licht bringen und Rache nehmen. Die bestochenen Gefängniswärter greifen nicht ein, als Bilodeau gewaltsam festgehalten wird.
Er und Simon sehen zu wie die Mitgefangenen ein Theaterstück von Gabriele D’Annunzio inszenieren um alte Erinnerungen aus dem Jahr 1912 wachzurufen. Damals sind der junge Simon und sein Freund Vallier homoerotisch ineinander verliebt. Der junge frömmelnde Bilodeau ist ebenfalls in den attraktiven Simon verliebt, den er immerzu beobachtet, wird aber von ihm zurückgewiesen.
Das Leben der Ortsbewohner von Roberval ändert sich, als die dunkelhäutige Lydie-Anne mit einem Heißluftballon landet. Sie ist ein reiches verführerisches Fräulein aus Paris und wird Babylonierin genannt. Simon wird von seinem Vater gezüchtigt und beendet deshalb seine Beziehung zu Vallier. Er beschließt sich nun für Frauen zu interessieren. Bald verliebt sich Lydie-Anne in ihn und sie verloben sich. Bevor Simon mit ihr im Ballon abreist, gestehen sich er und Vallier erstmals offen ihre Liebe zueinander.
Valliers Mutter, die verarmte Gräfin de Tilly, wartet schon jahrelang vergeblich auf Nachricht von ihrem Mann. Ihre Scheinwelt bricht zusammen, als ihr Lydie-Anne offenbart, dass sie den Grafen, seine junge Frau und deren Tochter in Lyon getroffen hat. Auf ihren Wunsch hin erdrosselt Vallier seine Mutter. Bilodeau rät Simon und Vallier zur Flucht, da die gesamte Einwohnerschaft hinter ihnen her sei. Simon wird beschuldigt, das Kloster angezündet zu haben. Bilodeau will einen Kuss von Simon, was dieser als krank zurückweist. Daraufhin setzt Bilodeau das Zimmer in Brand und sperrt die beiden Liebenden darin ein. Er läuft davon, kehrt aber zurück und rettet den bewusstlosen Simon. Vallier stirbt. Bei der Gerichtsverhandlung lügt Bilodeau und gibt Simon die Schuld, der daraufhin wegen des Todes von Vallier verurteilt wird.
Schließlich, nach vierzig Jahren, gesteht der Bischof, dass er auch Vallier hätte retten können, es aber nicht tat. Er fordert Simon auf, ihn zu töten. Dieser aber küsst ihn und lässt ihn mit einem Messer in der Hand alleine in der Kapelle zurück.

## Hintergrundinformationen
Der Regisseur John Greyson verfilmte das Bühnenstück Les Feluettes seines Drehbuchautors Michel Marc Bouchard. Das Budget betrug etwa 2,2 Millionen CAD. Der Film wurde erstmals am 7. September 1996 beim Toronto International Film Festival veröffentlicht. Die deutsche Erstveröffentlichung fiel auf den 26. Februar 1998.
Es gibt DVDs in deutscher Sprache, mit englischem Originalton, deutschen Untertiteln, sowie Starinfos von John Greyson und den Hauptdarstellern. Der Film ist auch als deutschsprachige VHS-Kassette erhältlich.

## Kritiken
- Cinema und www.tvspielfilm.de erwähnten die „gekonnte Verschmelzung verschiedener Erzähl- und Zeitebenen“ und beschrieben den Film als „bilderstark und gefühlsecht.“[1][2]

- Das Dirk Jasper FilmLexikon meinte: „'Lilies’ ist ein pop-artiges Happening: das christliche Leiden kommt schmachtend daher, die Liebe ist der Heiligkeit gleich und reines Verlangen steuert das Verhalten im ewigen Kampf gegen die herrschenden Normen der Wohlanständigkeit.“[3]

- Die Berliner Morgenpost schrieb in einer Rezension am 5. März 1997: „… eine lächerliche Schmierenkomödie, geradezu eine Persiflage auf die Tuntenfilme der letzten zehn Jahre.“

- Der film-dienst (04/1998) sah den Film als „Verfilmung eines Bühnenstücks, das in der Inszenierung des Spiel-im-Spiels durch die starke Betonung der formalästhetischen Seite wenig zur Auseinandersetzung mit aktuellen Fragen der Homosexualität beiträgt.“[4]

- DVD-Cover:
  - „Ein Film voller Emotionen und poetischer Kraft, der, atemberaubend inszeniert, auf dem besten Weg zum Klassiker ist.“
  - „Betörend … einzigartig … eine starke, poetische Vision.“ (New York Film Festival)
  - „Ein sinnenfrohes Fest fürs Auge und Ohr, Herz und Verstand.“ (Toronto International Films)

## Auszeichnungen (Auswahl)
- 1996 gewann John Greyson beim Montréal World Film Festival für den besten kanadischen Film.
- 1996 war John Greyson beim Internationalen Filmfestival von Locarno für einen Golden Leopard nominiert.
- 1996 erhielt der Film vier Genie Awards:
  - Sandra Kybartas für die beste Ausstattung,
  - Linda Muir für die besten Kostüme,
  - Don Cohen, Keith Elliott, Scott Purdy, Scott Shepherd und Don White für den besten Ton,
  - Robin Cass, Arnie Gelbart und Anna Stratton für den besten Film.

Der Film wurde in zehn weiteren Kategorien für Genie Awards nominiert und war auch bei anderen Festivals erfolgreich.